# Epsilon Draconis
ε Draconis (Epsilon Draconis) ist ein Stern der Spektralklasse K0 und besitzt eine scheinbare Helligkeit von 3,8 mag. Er ist ca. 146 Lichtjahre entfernt (Hipparcos Datenbank). ε Draconis ist ein schon in Fernrohren ab ca. 10 Zentimeter Objektivöffnung auflösbarer Doppelstern. Der nur 7,3 mag helle Begleiter befindet sich in einem Winkelabstand von 3,2" bei einem Positionswinkel von 21 Grad. Er ist vom Spektraltyp K5.
Der Stern trägt den historischen Eigennamen Tyl sowie Kin Yu (chinesisch für „Goldfisch“).